# 白马-吉利河
白马-吉利河是位于中国山东半岛东南部的一条河流，由白马河与吉利河汇合而成。

## 概况
白马河源出青岛市黄岛区丰台村西，吉利河源出诸城市鲁山西麓，东南流于黄岛区河崖相会，其河长分别为39和33.7公里，河道平均比降分别为2.6/1000和3/1000。两河会合后继而南流，在黄岛区马家滩南注入南黄海。会合后河长5.5公里。白马-吉利河总流域面积为497平方公里，河网密度为0.42公里/平方公里。流域多年平均年降水量为860毫米，多年平均年径流深为339.4毫米，折合年径流量为1.69亿立方米。共和国建国以后白马-吉利河最大洪水发生在1953年，根据胜水水文站（控制流域面积230平方公里）洪痕推算，为2760立方米/秒。